# Spilosoma curvilinea
Spilosoma curvilinea là một loài bướm đêm thuộc phân họ Arctiinae, họ Erebidae.